# 土井利義
土井 利義（どい としのり）は、越前国大野藩5代藩主。利房系土井家5代。

## 略歴
安永6年（1777年）6月27日、近江彦根藩主・井伊直幸の十男として彦根で生まれる。寛政3年（1791年）5月、大野藩第4代藩主・土井利貞の四女・松と婚約し、利貞の婿養子となる。寛政4年（1792年）12月、従五位下、右京亮に叙任する。寛政5年（1793年）に中務少輔に転任する。寛政9年（1797年）に松が早世すると、岡部長備の娘である栄香院と結婚した。
文化2年（1805年）11月8日、利貞の隠居で家督を継ぐ。文化5年（1808年）2月に甲斐守に転任する。文化6年（1809年）12月に造酒正に転任する。文化7年（1810年）3月10日、当時はまだ実子の利忠は生まれていなかったため、養子の利器に家督を譲って隠居した。文政元年（1818年）6月4日に江戸目白下の下屋敷で死去した。享年42。
文武両道の名君で、善政に尽くしたと言われている。

## 系譜
父母
- 井伊直幸（実父）
- 大魏院 - 池崎氏、側室（実母）
- 土井利貞（養父）

正室
- 栄香院 - 岡部長備の娘

側室
- 河合氏
- 中井氏
- 亀尾
- 道

婚約者
- 松 - 土井利貞の娘

子女
- 土井利忠（長男）生母は栄香院（正室）
- 堀田利金（次男）
- 江島利豊
- トシ - 土井利器正室のち三宅康明正室、岡部長慎の養女
- 多羅尾純門室

養子
- 土井利器 - 久世広誉の十一男